# Janina Łęgowska
Janina Łęgowska (ur. 22 października 1929 w Ropczycach, zm. 6 czerwca 1993) – polska polityk, posłanka na Sejm PRL VIII kadencji.

## Życiorys
Córka Michała. Od 1947 w Polskiej Partii Robotniczej, od 1948 w Polskiej Zjednoczonej Partii Robotniczej. Od 1946 w Związku Walki Młodych, od 1948 w Związku Młodzieży Polskiej, od 1951 wiceprzewodnicząca Zarządu Stołecznego ZMP w Warszawie, w 1953 powołana na stanowisko kierownika Wydziału Szkolno-Harcerskiego Zarządu Głównego ZMP. Od 1957 sekretarz organizacyjny w Komitecie Dzielnicowym PZPR Warszawa-Wola. Od 1964 zastępca dyrektora ds. ekonomicznych w Przedsiębiorstwie Budownictwa Mieszkaniowego – Mokotów. Uzyskała tytuł zawodowy magistra ekonomii w 1966 w Wyższej Szkole Nauk Społecznych przy KC PZPR. Od 1968 była zastępcą dyrektora ds. administracyjno-handlowych w Zakładach Ceramiki Radiowej, od 1974 zastępcą dyrektora ds. pracowniczych w tym zakładzie, a po utworzeniu Kombinatu Produkcyjnego Podzespołów Elektronicznych „Unitra-Elpod” była zastępcą dyrektora Kombinatu ds. pracowniczych. W latach 1980–1985 pełniła mandat posłanki na Sejm PRL VIII kadencji w okręgu Warszawa Śródmieście. Zasiadała w Komisji Pracy i Spraw Socjalnych, Komisji Przemysłu Ciężkiego, Maszynowego i Hutnictwa, Komisji Nadzwyczajnej do rozpatrzenia projektu ustawy o Radach Narodowych i Samorządzie Terytorialnym, Komisji Planu Gospodarczego, Budżetu i Finansów oraz w Komisji Polityki Społecznej, Zdrowia i Kultury Fizycznej.
Pochowana na wojskowych Powązkach (kwatera AII-6-13).

## Odznaczenia
- Krzyż Kawalerski Orderu Odrodzenia Polski
- Złoty Krzyż Zasługi
- Srebrny Krzyż Zasługi (1955)[2]
- Medal 30-lecia Polski Ludowej
- Medal 10-lecia Polski Ludowej (1955)[4]
- Złote Odznaczenie im. Janka Krasickiego
- Odznaka „Zasłużony dla województwa rzeszowskiego” (1972)[5]